# New Haven Township (Missouri)
New Haven Township est un ancien township du comté de Franklin dans le Missouri, aux États-Unis,.
Le township est fondé en 1873 et baptisé en référence à la communauté de New Haven.

## Source de la traduction
- (en) Cet article est partiellement ou en totalité issu de l’article de Wikipédia en anglais intitulé « New Haven Township, Franklin County, Missouri » (voir la liste des auteurs).